# ویکتوریا ترشچوک
ویکتوریا ترشچوک (انگلیسی: Victoria Tereshchuk؛ زادهٔ ۱۸ فوریهٔ ۱۹۸۲) ورزشکار پنج‌گانه مدرن اهل اوکراین است.
وی در مسابقات کشوری و بین‌المللی در مجموع برندهٔ ۵ مدال طلا، ۳ مدال نقره، ۳ مدال برنز شده‌است.